# 静岡朝鮮初中級学校

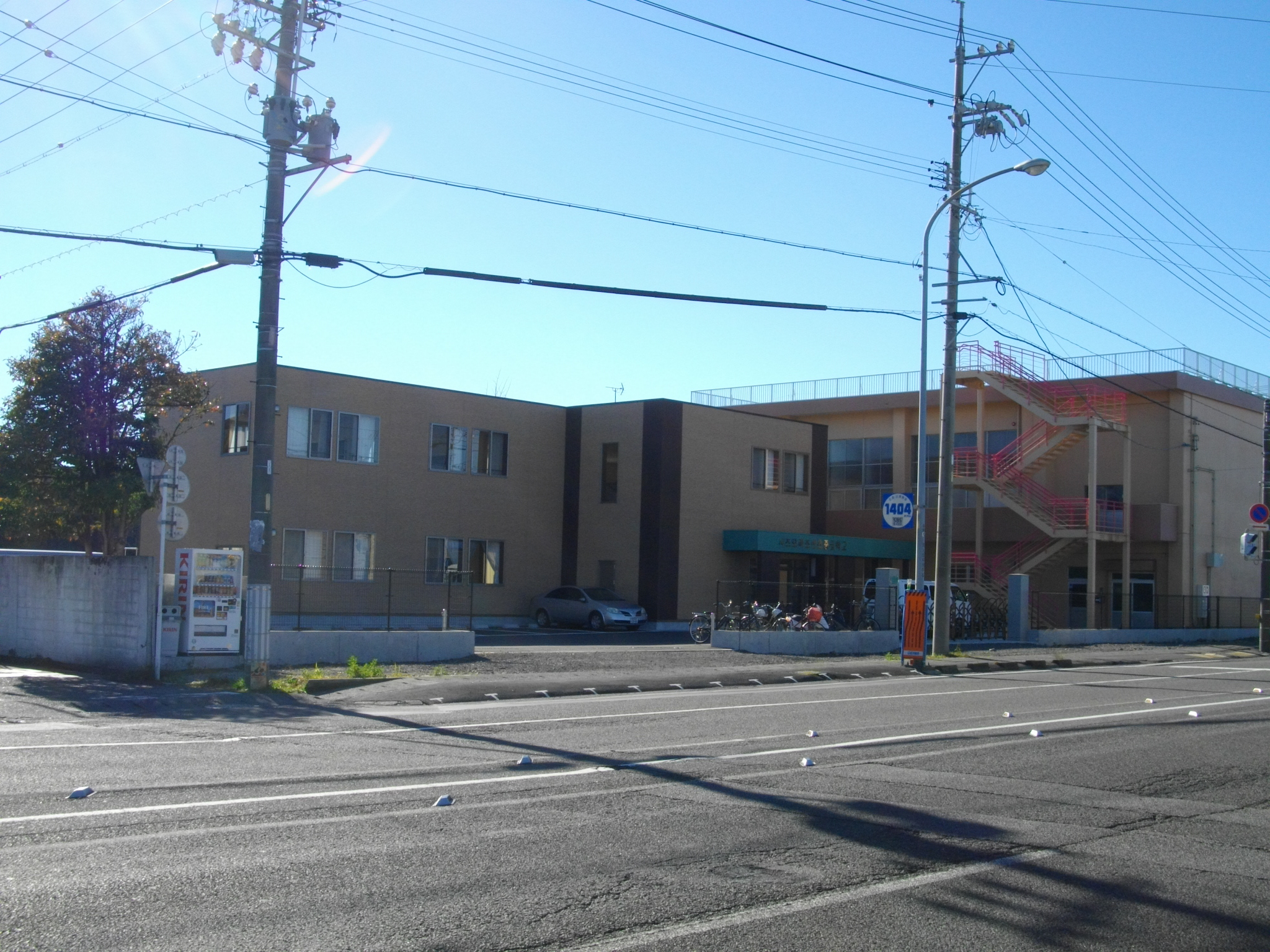
静岡朝鮮初中級学校

静岡朝鮮初中級学校（しずおかちょうせんしょちゅうきゅうがっこう、시즈오까조선초중급학교）は、静岡県静岡市駿河区にある朝鮮学校である。
日本の小中学校に相当する教育を行っている各種学校（非一条校）である。

## 沿革
- 1964年 開校
- 1982年 幼稚班設置
- 1994年 浜松朝鮮初中級学校と統合
- 1996年 幼稚班を休止

## 学科
- 中級部
- 初級部

## 生徒数
- 2014年6月の時点では全校生徒数20人[1]
- 2022年6月の時点では全校生徒数13人[2]
- 2023年5月の時点では全校生徒数12人[3]

## 所在地
- 〒422-8046 静岡県静岡市駿河区中島1171番地

学校前を国道150号が走る。学校の西200mほどの所を安倍川が流れる。学校の北1kmほどの所に東名高速の静岡インターがある。学校の南1kmほどのところで海である（駿河湾）。